# Wang Lej
Wang Lej (* 20. března 1981 Šanghaj, Čína) je bývalý čínský sportovní šermíř, který se specializoval na šerm kordem. Čínu reprezentoval v prvních letech nového tisíciletí. Na olympijských hrách startoval v roce 2004 a 2008 v soutěži jednotlivců a v soutěži družstev. V soutěži jednotlivců vybojoval na olympijských hrách 2004 stříbrnou olympijskou medaili. V roce 2006 získal titul mistra světa v soutěži jednotlivců. S čínským družstvem kordistů se pravidelně účastnil vrcholných sportovních akcí.